# Idrofobia

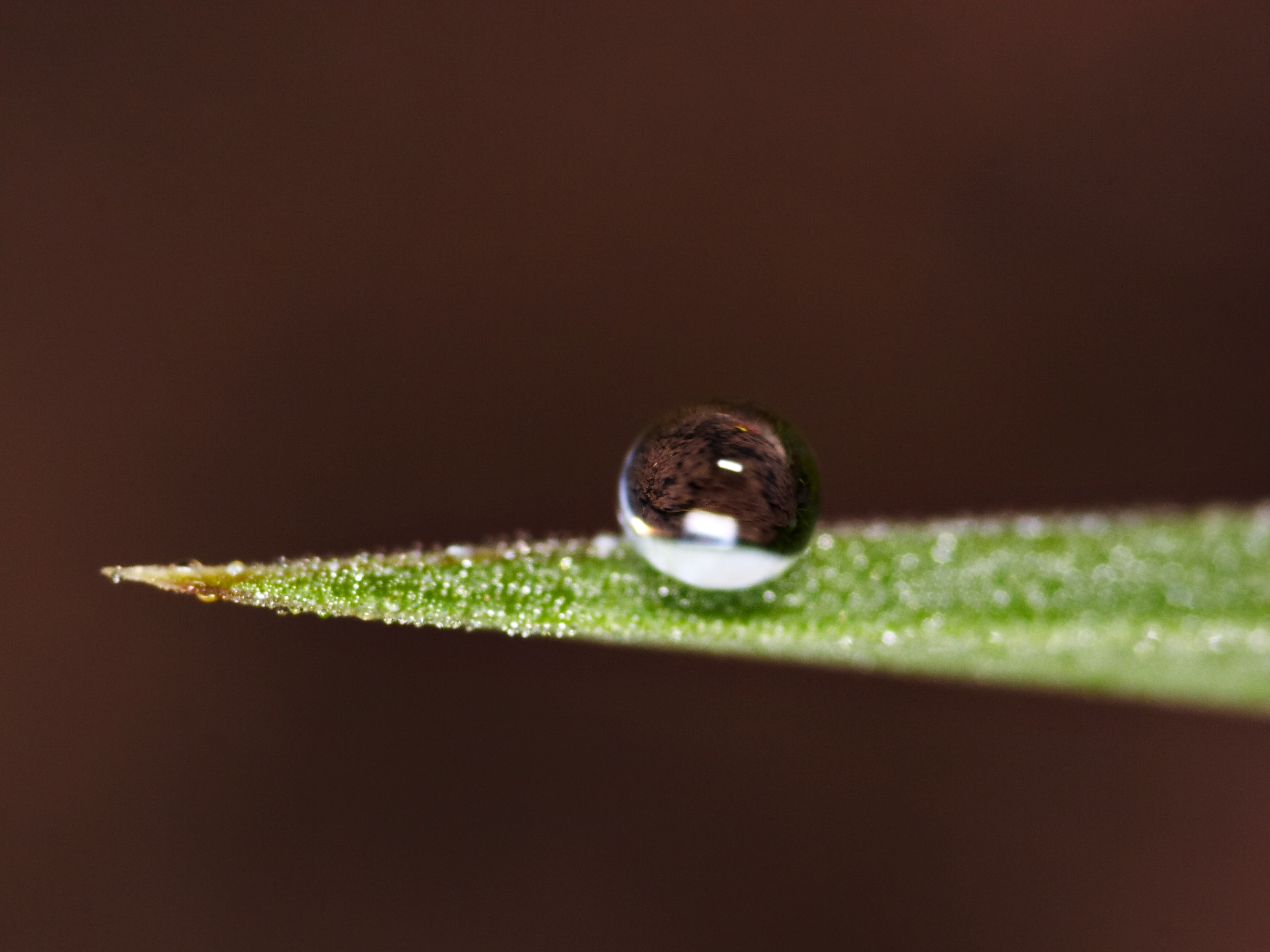
Goccia di rugiada sulla superficie superidrofobica di una foglia

Per idrofobia (dal greco ὕδωρ (hỳdor), "acqua", e ϕοβία (fobìa), timore, paura), si intende la proprietà fisica di specie chimiche (ad esempio molecole) di essere respinte dall'acqua.
Si utilizza inoltre il termine in senso più ampio per indicare la proprietà di materiali di non assorbire e non trattenere acqua al loro interno o sulla loro superficie.

## Idrofobia nel senso di "non solubilità in acqua"
Escludendo il caso delle sostanze anfifiliche, il termine "idrofobo" (o idrofobico) può essere ritenuto sinonimo di lipofilo (o lipofilico o oleoso), in quanto le sostanze che non sono solubili in solventi acquosi sono solubili in solventi oleosi.
Le specie idrofobe (o lipofile) tendono ad essere elettricamente neutre e apolari, e preferiscono solventi neutrali o apolari.
Il termine interazione idrofobica (HI) è stata utilizzata in contesti estremamente correlati a fenomeni legati alle specie idrofobe.
Secondo la termodinamica, la materia cerca di raggiungere stati a bassa energia, e legarsi riduce l'energia chimica. L'acqua è polarizzata elettricamente ed è in grado di formare legami intramolecolari a idrogeno, che le conferiscono alcune delle sue proprietà fisiche uniche. Dal momento, tuttavia, che le sostanze idrofobe non sono polarizzate elettricamente, e poiché sono incapaci di formare legami a idrogeno, l'acqua respinge i lipofili a favore di legami con sé stessa. La termodinamica favorisce l'unione di molecole idrofobe anche se queste non sono in realtà naturalmente attratte le une verso le altre.
Esempi di molecole idrofobiche sono gli alcani, gli oli, i grassi e le sostanze oleose in generale. Materiali idrofobi sono utilizzati come agenti di rimozione dell'olio dall'acqua e come separatori di composti apolari da quelli polari.

## Idrofobia nel senso di "non dissolubilità all'acqua"

L'angolo di contatto Θ_{c} di un liquido su una superficie

Una superficie si dice idrofobica quando una goccia d'acqua sulla sua superficie forma un angolo di contatto Θc superiore ai 90°. In tal caso il materiale si dice comunemente idrorepellente. Se tale angolo è superiore ai 150° la superficie è detta superidrofobica.